# トーゴの世界遺産

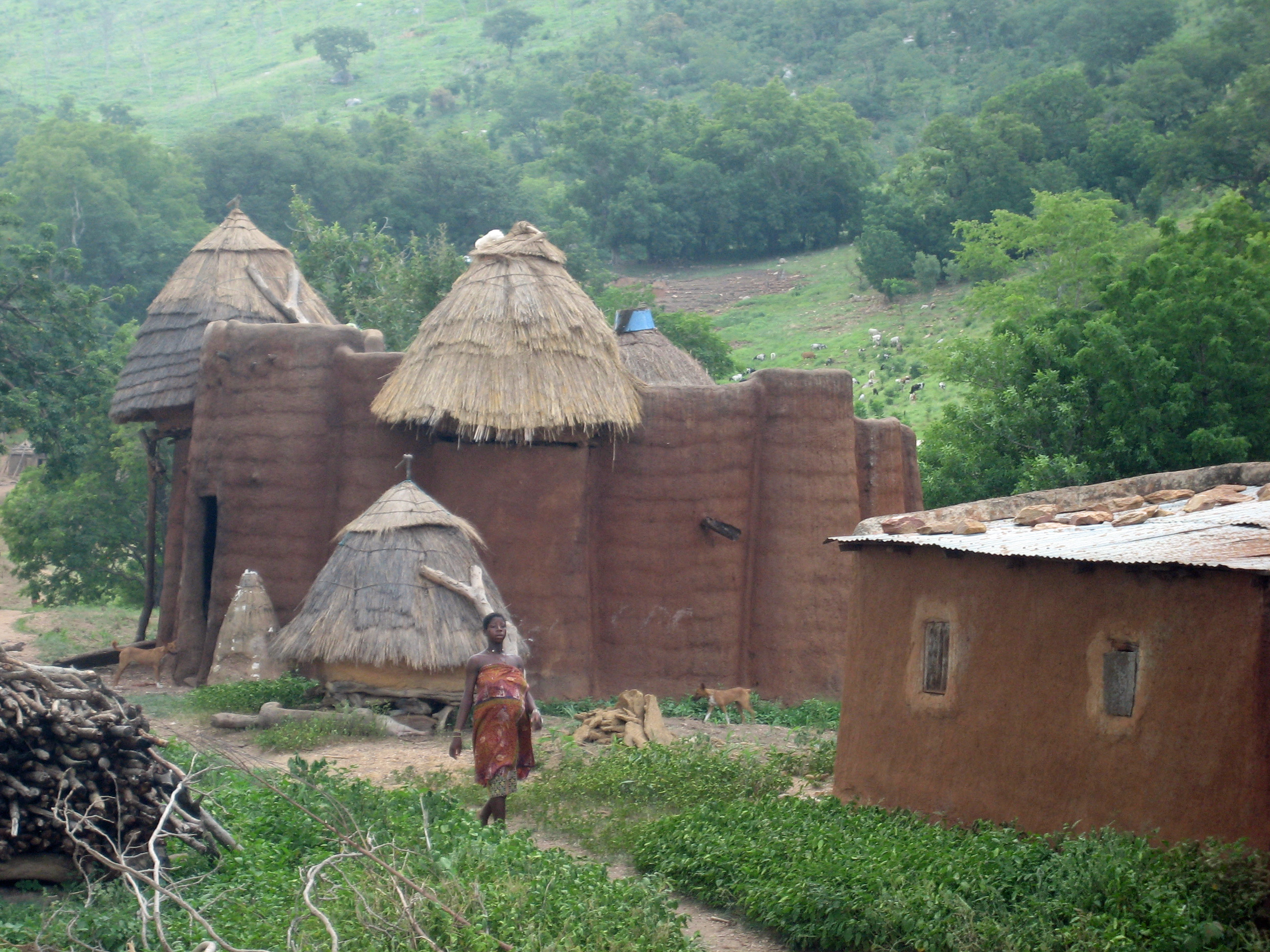
バタマリバ人の土地クタマク

トーゴの世界遺産 （トーゴのせかいいさん）はユネスコの世界遺産に登録されているトーゴ国内の文化・自然遺産。
※この項目はウィキプロジェクト 世界遺産に準じて作成されています

## 文化遺産
- バタマリバ人の土地クタマク - (2004年)

## 自然遺産
なし

## 複合遺産
なし